# Ralph Waldo Emerson
Ralph Waldo Emerson (Boston, 25 mei 1803 - Concord, 27 april 1882) was een Amerikaans essayist en een van meest invloedrijke denkers van de Verenigde Staten, die met name het individualisme benadrukte. Ook was hij zeer kritisch over slavernij, zei “dat wij allemaal schuld daaraan hadden”, en dat “wij onszelf maar een paar vragen hoefden te stellen om te beseffen dat “we eat, drink and wear perjury and fraud in hundred commodities.”
Hij werd geboren in Boston, Massachusetts als zoon van William Emerson, een unitaristische predikant. Na zelf ook een unitarist geworden te zijn, werd hij meer een transcendentalist. Dat blijkt onder meer uit zijn boek Nature uit 1836.
Emerson is bekend als de mentor en vriend van collega-transcendentalist Henry David Thoreau.
Hij was het ook die in 1855 met een krantenartikel de aandacht vestigde op Walt Whitmans Leaves of Grass, een dichtbundel die tot de kroonjuwelen van de Amerikaanse literatuur wordt gerekend.
Een belangrijk onderwerp voor hem was de gewilde en positief beleefde eenzaamheid (solitude tegenover loneliness) die door de (individuele) mens vaak in de natuur kan worden gevonden. Zijn denken hierover zou ook de Europese filosoof Friedrich Nietzsche hebben beïnvloed.

### Postuum verschenen
- Journals of Ralph Waldo Emerson 1909-1914
- The early lectures of Ralph Waldo Emerson, 1972
- The complete sermons of Ralph Waldo Emerson 1989-1992
- The selected letters of Ralph Waldo Emerson Joel Myerson (red.) 1997

## Biografieën (selectie)
- Ronald A. Bosco & Joel Myerson (red.) Emerson in his own time :- a biographical chronicle of his life, drawn from recollections, interviews, and memoirs by family, friends and associates, 2003
- Richard Garnett Life of Ralph Waldo Emerson, 1888
- Erik Ingvar Thurin The universal autobiography of Ralph Waldo Emerson, 1971
- Oliver Wendell Holmes Ralph Waldo Emerson, 1886
- Robert D. Richardson Jr. Emerson - the mind on fire : a biography. 1995
- Marinus A.N.Rovers Ralph Waldo Emerson, 1880
- Jan Willem Schulte Nordholt Een dichter in de politiek, 1966